# Серноводский район
Серноводский район (чечен. Эна-Хишкан кІошт; до 2019 года — Сунженский район, чечен. Соьлжин кIошт) — административно-территориальная единица и муниципальное образование (муниципальный район) в составе Чеченской Республики Российской Федерации.
Административный центр — город Серноводское.

## География
Район находится на западе Чеченской Республики и вытянут в меридиональном направлении. Граничит на севере — с Грозненским районом, на юге и востоке — с Ачхой-Мартановским районом, на западе — с Сунженским районом Ингушетии. Площадь района составляет — 358,17 км².
Расположение — у южного подножия Сунженского хребта, являющегося частью Терско-Сунженского массива, через район протекают реки Сунжа и Асса. Несмотря на небольшую площадь, климат, растительность и почвы здесь отличаются разнообразием, так как территория района делится на две разные природные зоны — предгорную и равнинную. Большинство почв — лугово-чернозёмные, лесной массив составляет 91,18 км², на равнине, в основном, разнотравно-злаковые луга и пастбища. Значительные вершины — гора Серноводская (583,2 м) и курган Главный (316,9 м).
По территории района проходит хребет Ердые.

## История

### Предыстория
Одни из первых свидетельств деятельности человека на территории Серноводского района обнаружены у села Бамут. К примеру, среди различных археологических артефактов здесь были найдены бронзовый котёл и крюк со втулкой, изготовленные носителями Майкопской культуры (3 тыс. до н. э.), также здесь находятся т. н. Бамутские курганы — погребения носителей Катакомбной культуры (2 тыс. до н. э.). Жителями долины Сунжи были и племена Кобанской культуры (1 тыс. до н. э.), на территории Серноводского района их следы прослеживаются на примере т. н. Бамутского поселения. С кобанцами исследователи иногда связывают античный этноним гаргареи, о котором упоминает в I веке Страбон в своей «Географии». С I века на Северном Кавказе начинают оседать кочевники-аланы (напр. аланское городище у Серноводского), с V—VI века значительную части региона, в том числе и долину Сунжи, охватила мощная сеть земледельческих аланских укреплённых селений, остатки которых прослеживаются археологами и в VII—IX веках, и позднее — вплоть до XII—XIII веков. В период Средневековья в Предкавказье формируется достаточно сильное государство алан — Алания, также сюда начинают проникать племена булгар и печенегов. В XI веке печенегов вытесняют кыпчаки, возможно, выступающие союзниками алан. В долине Сунжи, вероятно, какое-то время существовал кыпчакский город Сунджа. В XIII веке на Северный Кавказ совершили ряд походов монгольские завоеватели (Поход Джэбэ и Субэдэя, Западный поход), Аланское государство было уничтожено, а территория долины Сунжи оказалась в сфере влияния Монгольской империи. После заката монгольской Золотой Орды и окончательного ослабления её позиций на Северном Кавказе в результате разгрома в 1395—1396 годах армией Тамерлана, многие земли здесь обезлюдили. Это вызвало миграцию северокавказского населения на освободившиеся территории, в том числе и в долину Сунжи.

#### Освоение долины Сунжи кабардинцами и нахами
К XV веку, с ослаблением Золотой Орды, равнинные земли в бассейне Сунжи (запад Чеченской равнины) были временно обезлюдены, а прилегающая к ним горная местность и долины правых сунженских притоков заселены нахским населением. На рубеже XV—XVI веков, с запада бассейн реки Сунжа начинают активно осваивать и заселять кабардинцы (старорусск. пятигорские черкасы). Они вступают в союзнические отношения с живущими восточнее общинами, среди которых в тот период постепенно формировалось гребенское казачество, что существенно определило совместные интересы кабардинцев и гребенцов в будущем, с ориентацией на Русское государство. Здесь кабардинцы формируют устойчивые феодальные владения во главе с валиями, среди которых на сегодня особенно известна т. н. «Идарова Кабарда» (от легендарного основателя Идара), непосредственно граничившая с нахскими землями. Внутрикабардинские междоусобицы и усиление агрессии против них Османской Турции c Крымским ханством, вызвали в начале XVIII века перегруппировку основного обитания кабардинцев в этом регионе. Они стали укрупнять свои аулы в «крепких местах» — в устьях горных рек, что препятствовало назревшему переселению нахских народов на плодородную сунженскую равнину. В результате дальнейшего обострения обстановки и специфики положения независимой («вольной») Кабарды (старорусск. Черкасская земля), согласно Белградскому договору 1739 года (итог русско-турецкой войны 1735—1739 годов), кабардинцы вынуждено оставляют сунженский регион, переместившись к северу и северо-западу. Вследствие этого с середины XVIII века равнину Сунжи активно заселяет нахское население.
С начала 2-й половины XVI века военная составляющая кабардино-нахских отношений была велика — практика постоянных набегов кабардинских княжеских дружин вглубь горных районов имела результатом как ощутимое ограбление местных нахских обществ, так и установление даннической зависимости некоторых из них. Эти набеги встречали более или менее сильный отпор и порождали ответные нахские набеги с разной степенью результативности. Но вместе с тем были и союзнические действия кабардинцев и нахов против общих врагов, а наличие находившихся рядом кабардинских и нахских селений и кладбищ говорят о том, что население сумело наладить систему партнёрских взаимоотношений. Исследователями прослеживаются факторы взаимных заимствований имён, обычаев, приёмов хозяйственной деятельности и «смешанные» браки.
Современная территория Серноводского района входила в область расселения нахской этногруппы орстхойцев (старорусск. карабулаки), составивших один из компонентов в этногенезе современного чеченского и ингушского народов. В традиции чеченской этноиерархии они считаются одним из девяти исторических чеченских тукхумов, в ингушской традиции — одним из семи исторических ингушских шахаров. Историческая область первоначального расселения орстхойцев — Орстхой-Мохк, охватывала верхнее и среднее течение Ассы и Фортанги (совр. часть Сунженского района ИР и часть Серноводского района ЧР). Здесь ими было основано множество селений, одно из которых находится теперь в Серноводском районе — Бумматие (совр. Бамут), а с переселением в середине XVIII века части орстхойцев севернее — в долину реки Сунжа, они основали ещё ряд селений, среди которых Эха-Борзе (на месте или рядом с совр. Ассиновской) и теперешний административный центр Серноводского района — Эна-Хишка (совр. Серноводская).

#### Долина Сунжи в XVI—XVII веках. Контакты с Русским государством
Влияние Русского царства на Северном Кавказе начинает нарастать с XVI—XVII веков. Изначально в орбиту внешней политики Москвы попали кабардинцы, с которыми они заключали союзы против Крымского ханства. Кабардинские валии иногда подтверждали свою «службу» русскому царю и приносили ему присягу (старорусск. шерть). В устье Сунжи русскими властями то строились, то сносились укрепления (иногда их разрушал неприятель) — Терской острог 1 (1567—1571/72), Терской острог 2 (1577/78—1579), Сунженский острог 1 (1590—1605), Сунженский острог 2 (1635), Сунженский острог 3 (1651—1653). Другие контакты Русского царства — с нахскими обществами, в целом, были мирными и, часто, даже дружественными, но не исключающими отдельные эпизоды военных столкновений. В челобитных аккинских (старорусск. окоцких) служилых людей Терского города (в дельте Терека) упоминаются различные выезды по делам «государевой службы» в соседние области, в том числе и в долину Сунжи или через неё, например к кабардинцам или мержойцам (тайп орстхойцев). Также через долину проходили маршруты некоторых русско-грузинских посольств XVI—XVIII веков. К XVIII веку Российская империя не контролировала сунженскую долину, но многие северокавказские народы, преследуя свои интересы, присягали на верность России (например орстхойцы апеллировали к российской администрации с целью избавиться от кабардинской зависимости), что не мешало им потом «откладываться» от империи и снова вступать в конфронтацию. Орстхойцы впервые присягнули России в 1762 году, потом в 1771 году.

#### Долина Сунжи в XVIII веке
С начала XVIII века, стремясь закрепить своё присутствие на Северном Кавказе, правительство Российской империи организовывает т. н. Кавказские укреплённые линии — систему крепостей и редутов, начало которой положили городки гребенских казаков. Под прикрытие этой пограничной системы укреплений российские власти переселяли на эти территории лояльное население — в основном казаческое. До второй половины XVIII века предгорные и горные земли к югу от Терека, в пределах территории соответствующей современной ЧР, не входили в состав Российской империи и не имели общего названия.

#### Имамат
Первая политико-административная основа устройства этих территорий относится к XIX веку — периоду существования Имамата в 1829—1859 годах. Границы административных единиц, как и самого Имамата, были не стабильны: при достижении военных успехов в борьбе с русскими войсками они расширялись, а при поражениях сужались. Поэтому часто изменялось количество таких административных единиц и появлялись разные их названия. В начале 1840 года имам Шамиль разделил входящие в имамат земли равнинных чеченцев на четыре военных округа — вилайята (в литературе также используется термин наибство). К самому западному из них — Гехинскому вилайяту (также эта территория называлась Малая Чечня, первоначально включала междуречье Аргуна и Фортанги), после восстания чеченцев в марте 1840 года, присоединились территории орстхойцев и галашевцев. С этого времени западной границей Имамата стало среднее течение рек Асса и Сунжа, что примерно соответствует территории современного Серноводского района. Во второй половине 1841 года под руководством наиба Ю.-Х. Сафарова начинается разработка и строительство четкой военно-административной системы государственного образования Шамиля. До наших дней сохранилась административная карта Имамата, предположительно составленная Ю.-Х. Сафаровым.
В 1842 году русскоязычные письменные источники фиксируют существование во всей Чечне четырёх крупных наибств. Долина Сунжи остаётся в Малой Чечне, но это наибство уже объединяет земли между реками Аргун, Сунжа, Асса, включая и всю горную Чечню. В мае 1843 года Чечня была разделена на два мудирства (губернаторства), западная часть (Чечня к западу от Аргуна), включающая долину Сунжи — управлялась мудиром (генерал-губернатором) Ахверды Магомой. Осенью 1843 года Малая Чечня была разделена на две административно-военные единицы, а после марта 1844 года на четыре, долина Сунжи оставалась в Гехинском вилайяте/наибстве, включавшем территории между реками Мартан, Сунжа, Асса и дорогой Урус-Мартан — Нестеровское укрепление, то есть равнинная часть Орстхой-Мохк (старорусск. Карабулак). В 1850 году в Чечне, по данным А. П. Берже, Гехинский наибство ещё существовало, но в 1851 году оно уже не включало территории соответствующие современному Серноводскому району, так как его западная часть — земли орстхойцев и галашевцев — были захвачены российской армией. Местное население отсюда было выдавлено, а на территории основаны военные поселения 1-го Сунженского полка.

#### Долина Сунжи в XIX веке. Российская экспансия
Русскоязычные источники выделяли Большую и Малую Чечню, а также Плоскостную и Горную Чечню. В 1810-х годах в ходе Кавказской войны для защиты российских коммуникаций и обеспечения действий русских войск на этой территории создается Сунженская укреплённая линия в начал в виде цепи укреплений (Валунское, Преградный стан, Казак-Кичу), а в 1840—1850-е годы военных поселений — казачьих станиц (Карабулакской, Сунженской, Михайловской, Самашкинской, Нестеровской и Ассинской и пр.). Разрастание казачьих станиц и постепенного стеснение поземельной собственности мирных аулов, вынудило царскую военную администрацию продолжить практику переселения карабулаков на плоскость. Так для возможности представлять казакам Ассинской станицы лес и сенокос по правому берегу Ассы, в 1865 году аул Ах-Борзой (Эха-Борзе) был переселен на земли князя Бекович-Черкасского.
После кавказской войны большинство семей орстхойцев переселилось в Османскую империю (это движение получило название кавказское мухаджирство). После прихода Российской империи на этих землях стали селиться терские казаки, вместе с тем, в рамках политики «замирения», в этот период власти способствовали новому переселению горцев на равнину.

#### Советский период
После Октябрьской революции 1917 года Кавказ вышел из под контроля центральной государственной власти. Как и большая часть Российской империи, регион жил особенной, специфической жизнью, где население пыталось какими-либо способами регулировать свои отношения. На Северном Кавказе люди руководствовались правилами прежней администрации, религиозными нормами (шариат) или традиционными обычаями (адаты). Однако, вопросы по каким законам жить и в каком политическом направлении развиваться, стали почти сразу решаться силой оружия — как и всю страну, Кавказ охватила гражданская война. В казачьих станицах Сунженского отдела, куда входила территория соответствующая современному Серноводскому району, власть постоянно менялась, её оспаривали как «белые» и «красные», так и «третьи силы».
В 1920 году на Северном Кавказе наступила окончательная победа Советской власти. В конце 1920 — начале 1921 годов, после административно-территориальных реформ Советской России на Северо-Восточном Кавказе, Терская область была упразднена, а Сунженский отдел был сохранён в составе Горской АССР (адм. центр Владикавказ). Новую советскую административную единицу назвали Сунженским казачьим округом (адм. центр станица Слепцовская), официальное образование — в 1920 году на 1-м съезде народов Терека. В этот период основными жителями здесь были казаки, нахское население было незначительным — 230 человек (121 мужчина и 109 женщин), что составляло 6,6 человека на 1000 населения. В октябре 1920 года в терских и сунженских станицах, как ответ на переселенческую политику Советской власти, вспыхнули восстания. Восставшим казакам удалось перекрыть железнодорожную линию на участке Грозный — Беслан, а также вплотную подойти к Грозному. Благодаря срочно принятым мерам, восстание удалось подавить в 3-4 дня. Для устрашения восставших, по личному приказанию Г. К. Орджоникидзе, в начале ноября 1920 года было депортировано все население станиц Михайловской, Самашкинской, Романовской (Закан-Юртовской), Ермоловской и Калиновской — всего 21 806 человек. 3 декабря 1920 г. опустевшие станицы были сданы Чечисполкому. Чуть позже станица Михайловская была заселена чеченцами и переименована в аул Асламбек (в некоторых источниках село Асламбековское).В дополнение к декрету ВЦИК РСФСР от 30 ноября 1922 года (выделение Чеченского НО из состава Горской АССР и преобразование его в Чеченскую АО), вышло постановление Президиума ВЦИК РСФСР от 4 января 1923 года, согласно которому из Сунженского казачьего округа в состав ЧАО были переданы три станицы и один хутор. В 1926 году территория района находилась в состав Ново-Чеченского округа ЧАО, а село Асламбековское было его административным центром в 1926—1927 годах. В 1929 году округ упразднён, по постановлению ВЦИК РСФСР от 14 февраля этого же года к ЧАО присоединили его часть — Слепцовский район и Вознесенский сельсовет, образовав Сунженский район ЧАО.
Указом Президиума ВЦИК от 15 января 1934 года, путем слияния Чеченской АО и Ингушской АО, была образована Чечено-Ингушская АО в составе Северо-Кавказского края, куда и стал входить Сунженский район ЧИ АО. 5 декабря 1936 года ЧИ АО была выделена из края и преобразована в Чечено-Ингушскую АССР, район теперь — как Сунженский район ЧИ АССР. В 1944 году вайнахи, были принудительно выселены советским правительством в Среднюю Азию (Казахскую и Киргизскую ССР); ЧИ АССР власти упразднили, на её территории была создана Грозненская область в составе Ставропольского края (в 1946 году Грозненская область в составе РСФСР), Сунженский район оказался в этом административном образовании. В 1957 году ЧИ АССР была восстановлена, вайнахскому населению разрешили вернуться на прежние места проживания, чем большинство и воспользовалось, а Сунженский район снова оказался в составе ЧИ АССР.

### Постсоветский период. Военные действия
Распад СССР. Процессы системной дезинтеграции в социальной структуре, народном хозяйстве, общественной и политической сфере СССР привели к распаду страны в 1991 году. В ходе т. н. «парада суверенитетов» в 1988—1991 годах, все союзные (в том числе РСФСР) и многие из автономных республик приняли Декларации о суверенитете. Эти процессы шли и в ЧИ АССР, сначала отделившейся от федерального центра как Чечено-Ингушская Республика, и, почти сразу, разделившейся на два отдельных образования. В результате т. н. «Чеченской революции», в июле 1991 года объявила о своей независимости непризнанное государственное образование Чеченская Республика Ичкерия. Российская Федерация разделение ЧИ АССР на Чеченскую и Ингушскую Республики законодательно закрепила в 1992 году (закон вступил в силу в 1993). Становление нового политического режима в Чеченской Республике сопровождалось разрушением социальной инфраструктуры, ростом преступности и исходом нечеченского населения.
После распада ЧИ АССР, и Ичкерия, и Ингушетия претендовали на территорию Сунженского района, каждая из республик считала этот район своим. Ситуация осложнялась тем, что власти Ичкерии рассматривали границу с Ингушетией как государственную, а Россию причисляли к иностранным государствам. В этот период республики решили вопрос мирно — на территории бывшего района ЧИ АССР были учреждены две администрации, в местах проживания чеченцев — чеченская, а в местах проживания ингушей — ингушская. Таким образом в составе Ичкерии был условно выделен Сунженский район ЧРИ (территории прилегающие к Серноводскому и Ассиновской), а в Ингушетии — Сунженский район РИ (вся остальная территория бывшего Сунженского района ЧИ АССР). В результате этнических чисток, сопровождавшихся убийствами и грабежами, невайнахское население постепенно «выдавливалось» из региона, на территории будущего Серноводского района обострение этих процессов было зафиксировано в станице Ассиновской.
1-я Чеченская война. Начав «Операцию по восстановлению конституционного порядка» 1994—1996 годов, российская армия попыталась силой реинтегрировать ЧРИ в состав РФ. Во время военных действий селения, дороги и различные коммуникации условного Сунженского района ЧРИ, как и по всей республике, подверглись значительным разрушениям. Происходили многочисленные факты нарушений прав человека как со стороны федеральных сил, так и со стороны сепаратистов. Боевые действия в 1994—1996 годах в одном из сёл теперешнего Серноводского района — Бамут (тогда в составе Ачхой-Мартановского района), привели почти к полному разрушению домов и инфраструктуры, что повлекло вынужденное выселение большинства жителей (население села было более 6000 человек, или, возможно, доходило до 7,5 тысяч человек). Наиболее крупные столкновения на территории будущего Серноводского района: обстрел федеральных войск со стороны Ассиновской и последующая «зачистка» этой станицы (декабрь 1994); блокирование федеральными войсками соединений сепаратистов в Серноводском (сентябрь 1995); блокирование подразделения «закаевцев» в Серноводском (март 1996), ожесточённые бои за Бамут, в которых обе стороны потеряли убитыми сотни солдат и офицеров (март 1995 — май 1996); бой группы отряда спецназа ВВ «Росич» в окрестностях Бамута (апрель 1995); попытки сепаратистов отбить Бамут у федеральных сил массированными атаками (июль 1996). Военные действия федерального центра не увенчались успехом и не помогли вернуть Ичкерию под юрисдикцию России. В связи с предстоящими президентскими выборами в 1996 году российское руководство было вынуждено вывести войска из Ичкерии и отложить решение о её статусе до 2001 года, де-факто признав тем самым руководство сепаратистов.
Межвоенный период. Внутриполитические тенденции в Ичкерии привели руководство непризнанной республики к межвоенному кризису 1996—1999 годов. Противоречия возникли между чеченскими националистами и ваххабитами-панисламистами. В этот период, в 1997 году, между Ичкерией и Ингушетией вспыхнул очередной территориальный спор по Сунженскому району — Грозный выразил возмущение тем, что ингушские власти передвинули милицейские посты в районе на несколько километров в глубь чеченской территории. Парламент Ичкерии посвятил этому вопросу специальное заседание, на котором прозвучало требование определения государственной границы с соседним государством — Российской Федерацией. Однако, после встречи непризнанного Президента ЧРИ А. А. Масхадова и Президента РИ Р. С. Аушева, конфликт опять разрешился мирно — ингушская сторона согласилась перенести милицейские посты на прежнее место, а власти Ичкерии согласились оставить ингушский участок границы с Россией прозрачным.
2-я Чеченская война. В 1999 году началась «КТО на территории Северо-Кавказского региона», военные действия опять нанесли значительный ущерб селениям и инфраструктуре Чеченской Республики, в том числе и территориям условного Сунженского района ЧРИ. Правозащитниками зафиксированы многочисленные факты нарушений прав человека как со стороны федеральных сил, так и со стороны сепаратистов. С трудом пытавшийся восстановится Бамут — его жители возвращались после первой войны, восстанавливали дома и построили мечеть, снова был полностью разрушен. Наиболее крупные столкновения на территории будущего Серноводского района: бой под Серноводским (ноябрь 1999); авиабомбардировка Бамута и его последующая «зачистка» по приказу командующего западным направлением Объединённой группировки федеральных сил на Северном Кавказе В. А. Шаманова (1999). К весне 2000 года Ичкерия как государство было де-факто ликвидировано, главой временной администрации Чеченской Республики Указом Президента РФ от 12 июня 2000 года назначен А. А. Кадыров, который предложил программу мирного возрождения Чеченской Республики. Однако некоторые операции сепаратистов продолжались и после основных военных действий. Например, вооружённый рейд подразделения «газиевцев», в том числе и на Бамут (апрель 2008).

### Послевоенный период
В начале 2003 года, в преддверии референдума по принятию Конституции ЧР, в СМИ опубликовали проект этого основного закона. В перечне районов, входящих в Чеченскую Республику, был назван и Сунженский район (Пункт 5, Статья 59 проекта Конституции ЧР). В связи с этим, 13 февраля 2003 года депутаты Народного Собрания Республики Ингушетия направили обращение на имя Президента РФ В. В. Путина, о несогласии с включением в перечень административных единиц Чеченской Республики названия Сунженский район (подписано Председателем Народного Собрания РИ Р. С. Плиевым).
10 марта 2003 года состоялась встреча Главы администрации ЧР А. А. Кадырова и Президента РИ М. М. Зязикова. Президент РИ настойчиво добивался исключения названия Сунженский район из перечня административных районов Чеченской Республики, однако, несмотря на давление, не только с ингушской стороны, но и со стороны федерального центра, А. А. Кадыров категорически отказался от такой постановки вопроса. В итоге переговоров было достигнуто соглашение временно сохранить статус-кво существующих условных границ, до принятия Конституции ЧР и проведения выборов Президента и Парламента ЧР. В соответствии с этой договоренностью, населённые пункты Сунженского района с большинством ингушского населения временно оставались за Республикой Ингушетия, а населённые пункты с большинством чеченского населения (Серноводское и Ассиновская) — за Чеченской Республикой (договорённость была запротоколирована).
23 марта 2003 года в Чеченской Республике был проведён всенародный референдум по принятию Конституции ЧР и законов о выборах Президента и Парламента ЧР. Вопрос о границе с Ингушской Республикой так и остался открытым. 9 июня 2005 года власти Чеченской Республики обратились к Полпреду Президента РФ в Южном федеральном округе Д. Н. Козаку с просьбой помочь в определении административной границы с Ингушетией, сославшись при этом на необходимость проведения выборов в органы местного самоуправления ЧР. Председатель Госсовета ЧР Т. Д. Джабраилов, в интервью газете «Коммерсантъ» сообщил, что «никаких территориальных споров между чеченцами и ингушами нет и быть не может, … просто возникла необходимость формального определения административной границы. Это нужно для формирования органов власти местного самоуправления, а также принятия бюджетов муниципальных образований», однако, он признал, что приграничный вопрос, если его грамотно не решить, может стать очень проблемным — «всегда могут найтись авантюристы, которые захотят разыграть эту карту для достижения своих политических целей».
Согласно Закону Чеченской Республики от 13 февраля 2009 года N 6-РЗ, в составе Сунженского района Чечни были образованы 2 сельских поселения: Ассиновское и Серноводское. В 2012 году власти Чеченской Республики провели Закон ЧР № 29-РЗ от 6 ноября 2012 года, согласно которому в Сунженский район ЧР, включили часть земель, отведённых Ингушетии в 2003 году: Вознесенское, Нестеровское, Слепцовское, Троицкое и Чемульгинское сельские поселения, а также Карабулакское городское поселение. При этом оговаривалось, что «утверждение границы Сунженского муниципального района Чеченской Республики, определение территорий и установление границ, входящих в состав Сунженского муниципального района Чеченской Республики …, а также проведение иных предусмотренных законодательством мер по организации местного самоуправления на территориях указанных поселений осуществляются после установления в порядке, предусмотренном федеральным законодательством, административной границы между Чеченской Республикой и Республикой Ингушетия».

### Восстановление района
Новая администрация Чеченской Республики, с самого начала своей работы, активно занималась восстановительной деятельностью по всей послевоенной Чечне. Власти реализовали направленные на это федеральные и региональные программы. Строительство и развитие инфраструктуры затрагивало все районы ЧР, в том числе и Серноводский. Масштабная деятельность здесь была начата по инициативе Президента ЧР Р. А. Кадырова. К 2007 году среди перечня строительно-восстановительных работ по району, было завершение асфальтирования дороги от курорта Серноводск до станицы Ассиновской (протяжённостью 16 км), в селе Серноводское восстановлен водопровод, построены новые здания — администрации и районной больницы (ЦРБ оснащена необходимым медицинским оборудованием), в 2008 году запущен в эксплуатацию завод по выпуску минеральной воды (сданные в эксплуатацию производственные мощности в состоянии выпускать около 32 000 бутылок в сутки). В этом же году продолжалось восстановление лечебного корпуса Серноводского санатория с водолечебницей и со всей необходимой для лечения инфраструктурой (восстановлением курорта занимался РОФ имени Ахмата Кадырова).
В сентябре 2013 года по инициативе Р. А. Кадырова создан оперативный штаб по социально-экономическому развитию Сунженского района. «Мы приняли решение создать оперативный штаб, который займется комплексным развитием района. Будут охвачены все сферы деятельности: от образования и здравоохранения до спорта и культуры. Территория района небольшая, и потому я уверен, что за короткий период мы изменим этот уголок нашей республики до неузнаваемости», — подчеркнул Р. А. Кадыров. Руководителем оперативного штаба Глава ЧР назначил министра экономического, территориального развития и торговли ЧР — М. М. Хучиева. Район поделили на сектора, каждый из которых закрепили за различными органами власти. Первый сектор под собственный контроль взял сам Р. А. Кадыров. По результатам деятельности штаба полностью завершены асфальтобетонные работы и решены вопросы ЖКХ. Реконструирован садик № 2 в станице Ассиновской. Иногда работы не прекращались даже ночью, задействовано было множество специалистов, в том числе, только по реконструкции садика № 2 — более ста работников.
С 2019 года идёт реализации национальных проектов 2019—2024 годов на территории ЧР. В частности, в Серноводском построена МБОУ СОШ № 1 (в рамках реализации национального проекта «Образование»), обустраивается парк в Ассиновской (в рамках реализации национального проекта «Жильё и городская среда»). Исполнительный секретарь Серноводского местного отделения партии «Единая Россия» Б. А. Белдуров сообщил о парке: «На новой территории досуга обновлено освещение, установлены скамейки и урны, детские площадки, появился небольшой фонтан. На данной территории рабочие уложили более 700 квадратных метров брусчатки».
Восстановление Бамута. В послевоенные годы одно из сёл теперешнего Серноводского района — тогда полностью разрушенный Бамут в составе Ачхой-Мартановского района — переживало своеобразную «эпоху возрождения». Война оставила здесь руины домов и уничтоженную инфраструктуру, хотя, несмотря на отсутствие элементарных условий для жизни, в полуразрушенных домах проживало некоторое число людей. В октябре 2014 года инспекцию населённого пункта провёл Р. А. Кадыров, увидев в каком плачевном состоянии находится село, он немедленно созвал в Бамут всех членов Кабинета Министров ЧР и распорядился создать оперативный штаб по восстановлению Бамута. Ввозглавил штаб Министр территориального развития и торговли ЧР М. М. Хучиев, его заместителем стал Министр природных ресурсов и охраны окружающей среды ЧР Л. А. Магомадов, который стал отвечать за экологическую составляющую населённого пункта. По указу Р. А. Кадырова в Бамуте были начаты значительные восстановительные работы — расчищены улицы, разобраны развалины и вывезен строймусор (около 200 000 кубометров), проведено разминирование, отремонтированы и построены дороги, подведены газ и вода, линии электропередач, построены дома, детский сад (на 120 мест) и мечеть, работы на стройплощадках иногда велись круглые сутки; работниками леса Урус-Мартановского, Ачхой-Мартановского и Ассиновского лесничеств проводились работы по очистке территорий каждого домовладения от мусора, расчистка от кустарников и санитарная рубка деревьев на садовых участках; Глава Республики регулярно инспектировал строительные работы. В Бамут начали возвращаться вынужденные войной уехать жители, которые сначала заселялись в пункты временного размещения; к 2014 году в селе уже проживало 68 семей (около 200 человек).
Всего в новом Бамуте в 2014 году для малоимущих семей возвели 30 жилых домов (типовой проект: три комнаты, кухня, санузел и навес во дворе), многоквартирный дом для учителей и их семей, здание администрации села, школу, больницу, опорный пункт полиции и почту. Около 200 семьям, желающим вернутся в родные места выделили стройматериалы для постройки домов (финансирование взял на себя РОФ имени Ахмата Кадырова). В декабре 2014 года, на церемонии открытия села, Р. А. Кадыров отметил, что темпы восстановления Бамута свидетельствуют о том, что «ничего невозможного нет», Бамут был наиболее сложным участком, поскольку перед началом строительства его надо было разминировать, строителям пришлось пробиваться буквально сквозь чащу леса, вычищать стройплощадку. Также Глава Республики отметил, что самое главное, чего удалось добиться — это возвращение жителей обратно в село. «Когда мы начинали, нашлись те, кто говорил, что жители не вернутся. А я верил, что они потянутся на родину отцов!». «Это село знает весь мир с первой чеченской войны из новостных сводок. Его бомбили не один год, оно лежало в руинах. Но мы, при помощи Аллаха, смогли за короткий срок восстановить более половины населённого пункта», — заявил Кадыров журналистам.

### Установление границы
26 сентября 2018 года между Чеченской Республикой и Республикой Ингушетия было подписано соглашение об установлении границы, утверждённое обеими сторонами законами двух республик от 4 октября 2018 года, вступившими в силу 15-16 октября 2018 года, и подтверждённое Конституционным судом РФ. Согласно Закону Чеченской Республики от 2 ноября 2018 года N 50-РЗ, Сунженский район Чеченской Республики вновь ограничивается только двумя муниципальными образованиями: Ассиновским и Серноводским сельскими поселениями. Развалины заброшенных старинных селений Дака Буха, Мужген, Верхний Гереты, Нижний Гереты и Цеча-Ахки, находившиеся в приграничной зоне, которую оспаривали друг у друга Чеченская и Ингушская Республики, оказались теперь на территории Сунженского района Чеченской Республики.

### Присоединение Бамута
19.09.2019 года Парламент ЧР принял Закон № 41-РЗ от 04.11.2019 года «О преобразовании, изменении границ отдельных муниципальных образований Чеченской Республики и внесении изменений в некоторые законодательные акты Чеченской Республики», где среди прочих территориальных преобразований, в статье 2 пункте 4 указано «Отнести территорию Бамутского сельского поселения, входящего в состав Ачхой-Мартановского муниципального района Чеченской Республики, к территории Сунженского муниципального района Чеченской Республики». Закон подписан и. о. Главы Чеченской Республики М. М. Хучиевым, статья 2 этого закона вступила в силу с 01.01.2020 года.

### Переименование района
11.12.2019 года председатель Правительства РФ Д. А. Медведев, в соответствии со статьёй 9 Федерального закона РФ от 18.12.1997 года № 152-ФЗ «О наименованиях географических объектов» и на основании предложения Парламента ЧР, руководствовавшегося статьёй 3 Закона ЧР от 08.05.2018 года № 16-РЗ «О порядке присвоения наименований географическим объектам или переименования географических объектов в Чеченской Республике», подписал распоряжение № 2982-р о переименовании района — административный хороним «Сунженский» был изменён на «Серноводский». Новость активно освещалась в интернет-СМИ, её позитивно прокомментировал в Telegram-канале и других своих аккаунтах в соцсетях Глава ЧР Р. А. Кадыров, также опубликовав фото распоряжения. В ИА «Regnum» подчеркнули, что Р. А. Кадыров, сообщив о переименовании не объяснил его причины. Однако, ещё летом 2019 года уже были известны официально заявленные причины переименования района. Инициатива по этому вопросу исходила от Совета депутатов Сунженского района ЧР, которые 22.07.2019 года, при поддержке депутатов сельских поселений, приняли соответствующее решение и 20.08.2019 года направили его в Парламент ЧР. Согласно предварительным расчётам, указанным в приложении к распоряжению правительства ЧР от 03.09.2019 года «О направлении сводного отчета о результатах экспертизы расчетов необходимых затрат на переименование географического объекта в Чеченской Республике — Сунженского муниципального района в Серноводский муниципальный район» затраты на переименование составят 486 400 рублей. Основные причины переименования:
1. Затруднения для местного самоуправления: «Необходимость переименования Сунженского района связана установлением идентичности наименования района его административного центра — село Серноводское. Учитывая, что в состав Сунженского района входят два населённых пункта [на то время]: село Серноводское и станица Ассиновская, несоответствие наименования района Сунженский наименованию его административного центра — село Серноводское затрудняет осуществление хозяйственной и иной деятельности органов местного самоуправления»[К. 3] (из обращения главы Сунженского района А. З. Нагаева к Председателю Парламента ЧР М. Х. Даудову)[40][74][73].
2. Затруднения для населения: Сунженский район ЧР часто путают с одноимённым районом в РИ[71]. Из пояснительной записки главы Сунженского района А. З. Нагаева к предложению о переименовании: « … исходя из того, что … [рядом] расположились два административно-территориальных образования Чеченской Республики и Республики Ингушетия с одинаковым наименованием… имеются определённые затруднения среди населения». В ИА «Кавказский Узел» сообщили, что переименование власти района считали «назревшей необходимостью» и процитировали одного из сотрудников администрации Сунженского района: «На сегодняшний день на географической карте существуют два Сунженских района: один в нашей республике, сопредельный — в Ингушетии. Это вызывает определённую путаницу. С учётом того, что райцентр у нас находится в Серноводской, принято решение назвать так и весь район»[40].
3. Город, от названия которого получил имя район — Сунжа, находится в РИ, поэтому правильнее дать муниципалитету название в честь села находящегося в данном районе и в ЧР — Серноводское. «Переименование района Сунженский в район Серноводский отвечает традициям употребления наименований административно-территориальных единиц. Это название, как никакое другое, характеризует специфику этого района. Его райцентр, как и находящийся здесь бальнеологический курорт-санаторий, получили свое название от местных серных источников, известных в России с XVIII столетия» (из пояснительной записка главы Сунженского района А. З. Нагаева к предложению о переименовании)[40][74][73].

В пояснительной записке главы Сунженского района А. З. Нагаева к предложению о переименовании указывается, что «жители района в своих обращениях неоднократно поднимали данную тему и просили переименовать район в Серноводский». ИА «Кавказский Узел» привело несколько интервью с жителями района по этому вопросу, где респонденты несколько расходятся во мнениях. Например, против переименования встречаются такие высказывания: «Пусть это делают наши соседи [ингуши], создавшие у себя район с таким же названием, как и у нас» или «Район как был, так и должен называться Сунженским. Какие преимущества даст это переименование? Все эти изменения границ, передача сёл из одного района в другой, придумывание новых названий сёл и районов, это всё только создает проблемы для простых людей. Считай, все документы менять придётся»; за переименование: «Или наша, или ингушская сторона рано или поздно должны были прийти к такому решению. Два района с одинаковым названием, к тому же граничащие друг с другом, это нонсенс. Раз уж райцентр у нас — Серноводская, то правильно будет называть так и район. В Ингушетии Слепцовск переименовали в город Сунжа, так что приоритет в названии Сунженский район за ними».
По мнению экспертов, например, кавказоведа, к.и.н. А. А. Ярлыкапова, переименование района стало логическим завершением утверждения административной границы между Чеченской и Ингушской Республиками 2018 года, вызвавшей протесты в РИ в 2018—2019 годах. Историк З. Гаджиев связывает переименования с тем, что два соседних одноимённых района являются «красной тряпкой» для активистов из РИ, которые опасаются, что и остальная часть их территории перейдёт под контроль властей ЧР (как это стало с частью ингушского Сунженского района после утверждения административной границы 2018 года). Соответственно, по этой версии, переименование чеченского муниципалитета должно было сбавить накал опасений.

## Население
| 2002    | 2010    | 2012    | 2013    | 2014    | 2015    | 2016    |
| ------- | ------- | ------- | ------- | ------- | ------- | ------- |
| 20 108  | ↗20 989 | ↗21 508 | ↗21 885 | ↗22 189 | ↗22 477 | ↗22 711 |
| 2017    | 2018    | 2019    | 2020    | 2021    | 2023    | 2024    |
| ↗22 835 | ↗22 973 | ↗23 040 | ↗28 772 | ↘28 230 | ↗28 580 | ↗28 877 |
| 2025    |         |         |         |         |         |         |
| ↘27 505 |         |         |         |         |         |         |

Национальный состав
Национальный состав населения района по данным Всероссийской переписи населения 2010 года:
| Народ      | Численность, чел. | Доля от всего населения, % |
| ---------- | ----------------- | -------------------------- |
| чеченцы    | 20 794            | 99,07 %                    |
| другие     | 186               | 0,89 %                     |
| не указали | 9                 | 0,04 %                     |
| всего      | 20 989            | 100,00 %                   |

По итогам переписи населения 2020 года проживали следующие национальности (национальности менее 0,1 % и другое см. в сноске к строке «Другие»):
| Национальность | Численность, чел. | Доля     |
| -------------- | ----------------- | -------- |
| Чеченцы        | 28 012            | 99,23 %  |
| Ингуши         | 95                | 0,34 %   |
| Русские        | 76                | 0,27 %   |
| Другие         | 47                | 0,16 %   |
| Итого          | 28 230            | 100,00 % |

## Муниципальное устройство
В Серноводский район входят одноимённые их населённым пунктам 3 муниципальных образования, имеющий статус сельских или городских поселений:
| № на карте | Поселение    | Административный центр | Количество населённых пунктов | Население (чел.) | Площадь (км²) |
| ---------- | ------------ | ---------------------- | ----------------------------- | ---------------- | ------------- |
| 1          | Ассиновское  | станица Ассиновская    | 1                             | ↘9504            | 97.41.        |
| 2          | Бамутское    | село Бамут             | 1                             | ↘5498            | 161.54.       |
| 3          | Серноводское | город Серноводское     | 1                             | ↘12 503          | 109.58.       |

1 января 2020 года из Ачхой-Мартановского района в состава Серноводского района было передано Бамутское сельское поселение с селом Бамут.

## Населённые пункты
В Серноводском районе 3 населённых пункта (2 сельские, 1 городское).
| № | Населённый пункт | Тип     | Население | Сельское поселение |
| - | ---------------- | ------- | --------- | ------------------ |
| 1 | Ассиновская      | станица | ↘9504     | Ассиновское        |
| 2 | Бамут            | село    | ↘5498     | Бамутское          |
| 3 | Серноводское     | город   | ↘12 503   | Серноводское       |

В конце 2022 года в районе было принято решение образовать новые сёла Цеча-Ахки, Мужгана и Дака-Бух (по названию ранее находившихся здесь одноимённых селений Цечакхи, Мужь-Гате (Мужик) и Доку-Бухе (Даких) соответственно).

## Общая карта
Легенда карты:
| Населённые пункты с численностью населения |                       |
|                                            | 10 000—15 000 жителей |
|                                            | 5000—10 000 жителей   |
|                                            | Воссоздаваемые        |

## Экономика
По сообщению в Telegram-канале Главы ЧР Р. А. Кадырова, за последнее время (сообщение датировано 13.12.2019) для развития района было проделано много работы. В частности, он пишет о построенных социальных объектах и реконструированной инфраструктуре. Глава ЧР указывает, что район хорошо развит и привлекает инвестиции. За счет внебюджетных средств в районе запланированы инвестиционные проекты: 1) Строительство и ввод в эксплуатацию швейного цеха в Ассиновском сельском поселении на сумму 50 млн руб. с созданием 100 рабочих мест; 2) Строительство типового детского сада в Серноводском сельском поселении на 36 млн руб. с созданием 40 рабочих мест. Общий объём привлеченных внебюджетных средств составит 86 млн руб. Планируется создать 140 рабочих мест.
В наши дни крупнейшим промышленным объектом района является ООО «Чеченские минеральные воды» (директор А. Р. Дергизов). Находится предприятие в селе Серноводское, здесь разливают одноимённую лечебно-столовую минеральную воду и безалкогольные напитки, экспортируемые в другие регионы Российской Федерации. Предприятие предоставляет 265 рабочих мест. Реализованные инвестиционные проекты 2018 года за счёт внебюджетных средств: 1) Установка РБУ — производство бетонного раствора и бетонных колец (15 млн руб., 10 рабочих мест); 2) Цех по производству кровельных материалов (42 млн руб., 15 рабочих мест); 3) СТО (0,8 млн руб., 2 рабочих места); 4) Автомойка (2,2 млн руб., 2 рабочих места). Общий объём привлеченных внебюджетных средств в 2018 году составил 69,95 млн руб..
Согласно официальной статистике, на 2019 год в районе действует 151 торговый объект, на которых работает 198 человек, включая 47 наемных работников. Обеспеченность площадью стационарных торговых объектов населения района составила 13 548 м² (увеличение на 100 м² по сравнению с аналогичным периодом прошлого года). Площадь сельскохозяйственных угодий Сунженского муниципального района составляет 17 157 га, из них площадь пашни — 13 700 га. В сельскохозяйственных предприятиях работает 162 чел., 0,7 % от численности населения, проживающего в сельской местности. Среднемесячная заработная плата работников сельскохозяйственного производства в районе в отчетном периоде составила 9500 руб., 100 % к аналогичному периоду прошлого года. В 2018 году средняя урожайность зерновых по сельским хозяйствам составила 27,4 центнеров с гектара (показатель стабильно держится в этом объёме, например в 2007 году он был почти таким же — немногим более 30 центнеров). В целом район получил 14 430 тонн зерна в бункерном весе. В районе имелось 5 унитарных сельхозпредприятий, не функционирующих, в связи с отсутствием оборотных средств (официальный отчёт о среднем надое молока по сельхозорганизациям — 0 литров). Поголовье крупного рогатого скота на 2019 год — 3001 голов (в том числе 1567 коров), овец и коз — 736 голов, лошадей — 79 голов, птицы — 8959 единиц, пчелосемьи — 178 единиц. Число хозяйств населения — 5496. Сведения о выявленных очагах заразных болезней животных (например, дерматит КРС, лейкоз мелкого рогатого скота и т. п.) на 2019 год отсутствуют. За 2018 в рамках реализации проекта «Развитие АПК, поддержка начинающих фермеров», на развитие личных подсобных хозяйств выдан 1 кредит на общую сумму 280 000 рублей.

## Культура и общественная жизнь
В Серноводском районе на 2019 год функционируют 7 муниципальных учреждений культуры, в том числе: МУ «Отдел культуры Сунженского муниципального района», МКУ «Централизованная клубная система», дом культуры станицы Ассиновской, МКУ «Центральная библиотечная система Сунженского муниципального района», Ассиновская сельская библиотека, МБОУ ДО «Детская музыкальная школа Сунженского муниципального района», МБУ «Централизованная бухгалтерия учреждений культуры Сунженского муниципального района». Согласно официальной статистике на 2019 год, в кружковой сети занимаются 376 детей и подростков, посадочных мест в домах культуры — 550, фактическая потребность — 1250. Количество работников, занятых в культурной отрасли — 58 человек, из них административно-управленческий аппарат — 10 человек (СМЗП 32 623 руб.), специалистов — 35 человек (СМЗП 24 385 руб.), обслуживающий персонал — 13 человек (СМЗП 11 280 руб.). По отношению к аналогичному периоду 2018 года СМЗП увеличились соответственно на 0,99 %, 1,11 % и 1,01 %.
На территории района активно пропагандируется возрождение культурного наследия вайнахов. Работники культуры Серноводского района организовывают встречи населения со старейшинами. Например, в 2008 году такую встречу организовал руководитель отдела культуры района С. Д. Амагу со старейшинами села Серноводское. На подобных мероприятии присутствуют представители духовенства, руководства района и учащиеся. Старейшины рассказывают о том, как во времена их молодости соблюдались чеченские традиции и обычаи. «К сожалению, многое утрачено за годы выселения нашего народа и в результате прошедших двух войн. И сегодня необходимо делать всё возможное для возрождения былых традиций и обычаев. Встречи и беседы с молодёжью — это одна из форм для решения этого вопроса», — отметил С. Д. Амагу. На таких встречах работниками культуры также поднимается вопрос об одежде мужчины и женщины в стандартах поведения чеченского общества.
В 2019 году в ходе торжественного мероприятия, приуроченного ко Дню работников органов внутренних дел РФ (10 ноября), глава администрации района Н. Д. Терхоев объявил о присвоении звания «Почетный гражданин Сунженского муниципального района» начальнику ОМВД РФ по Сунженскому району ЧР, кавалеру Ордена имени А. Кадырова И. С. Исраилову. Звание «Почетный гражданин Сунженского муниципального района» было присвоено первый раз, это решение принял Совет депутатов Сунженского района ЧР.

## Образование
В административном центре района, селе Серноводском, действует 2 ГБПОУ — САТК («Серноводский аграрно-технический колледж») и СГК («Сунженский государственный колледж», бывший «Серноводский автодорожный техникум»). В структуру САТК входят очное и заочное отделения, общее руководство всеми структурными подразделениями колледжа осуществляет директор колледжа — А. С. Чилаев. В колледже 3 отделения: аграрно-техническое, социально-экономическое и заочное. Имеется 3 учебных корпуса, в которых оборудованы аудитории, лаборатории, мастерские, библиотека, читальный зал, 2 спортивных зала и 4 компьютерных класса, также колледжу принадлежат собственный дом культуры, стадион, автотрактородром, учебно-производственное хозяйство, гараж, кафе и медпункт. В структуру другого учебного заведения — СГК, входит только очное отделение, общее руководство осуществляет директор колледжа — Х. У. Бахаев. В колледж обучают по программам квалифицированных рабочих, служащих (ППКРС) и по программам специалистов среднего звена (ППСЗ). Кроме этого, в колледже действует Студенческий совет. На территории колледжа 5 учебных корпусов, в которых оборудованы аудитории, лаборатории, мастерские, библиотека, читальный зал, спортивный зал, компьютерный класс, тренажерный кабинет по ПДД, актовый зал, также колледжу принадлежат спортивная площадка, автодром, гараж, столовая, медпункт. Согласно заявлению Р. А. Кадырова, в последнее время в районе активно строятся социальные объекты, в том числе и общеобразовательные, в рамках национального проекта «Образование». 
В селе Серноводское в декабре 2019 года построена МБОУ СОШ № 1, рассчитанная на 600 мест. Школа оснащена современной материально-технической базой, для учителей и учащихся созданы необходимые условия для полноценного учебно-воспитательного процесса. Открытие новой школы призвано решить проблему трехсменного обучения за счет разгрузки СОШ № 4 села Серноводское. Стройку постоянно курировали руководители различных инстанций — в сентябре 2019 года депутаты от партии «Единая Россия» провели мониторинг реализации национальных проектов на территории ЧР, в том числе и строительство МБОУ СОШ № 1; в начале декабря 2019 года ознакомился с ходом строительных работ министр образования и науки ЧР И. Б. Байханов.
В 2008 году выпускник школы № 1 станицы Ассиновской награждён медалью, дипломом «Лучший выпускник школ ЧР — 2008 года» и денежной премией. Результаты государственной итоговой аттестации в 2019 году по форме ЕГЭ показали: русский язык — 59 баллов, литература — 45 баллов, математика базовая — 4 балла, математика профильная — 53 балла, химия — 36 баллов, история — 32 балла, биология — 37 баллов, ИКТ — 54 балла, обществознание — 40 баллов, физика — 43 балла. 6 выпускников в 2019 году получили «золотые медали», 33 выпускника 11-х классов показали на ЕГЭ результат свыше 70-ти баллов, из них, 10 человек имеют результат свыше 80-ти баллов. Детские сады и школы района с указанием количества мест и фактически посещающих учреждения детей (через слеш) на 2018 год (для станицы Ассиновская и села Серноводское) и на 2019 год (для села Бамута):
|          | Ассиновская                                                                 | Бамут                      | Серноводское                                                                                      |
| -------- | --------------------------------------------------------------------------- | -------------------------- | ------------------------------------------------------------------------------------------------- |
| МБДОУ    | «Машар» (120/207), «Ручеёк» (100/166), «Улыбка» (100/165), «Шовда» (80/156) | «Светлячок» (80/63)        | № 1 «Солнышко» (80/153), № 2 «Радуга» (100/168), № 3 «Ирс» (100/159), № 4 «Малх» (80 или 100/146) |
| МБОУ СОШ | № 1 (720/826), № 2 (180/235), № 3 (420/442)                                 | им. М. М. Мержуева (20/77) | № 1 (320/608), № 2 (180/299), № 3 (320/559), № 4 (160/412)                                        |
| МБОУ НОШ | —                                                                           | —                          | (100/123)                                                                                         |

## Медицина и рекреационные ресурсы
На территории района действуют несколько медицинских учреждений: в Серноводском — ГБУ «Сунженская ЦРБ», в Ассиновской — участковая больница. Ассиновская участковая больница долгое время работала в старом здании постройки 1930-х годов, в 2014 году, по распоряжению Главы ЧР Р. А. Кадырова, ветхое здание снесли и построили новое на 25 коечных мест.
Район знаменит лечебными серными водами, освоение которых началось ещё со времён Российской империи (с XVIII века). Есть сведения, что и ранее ими пользовались для оздоровления местные жители, лечившиеся не купанием, а паром: больного на носилках, укутывали в бурку и ложили над источником. Источник не имеет аналогов в России по своему химическому составу и воздействию на организм человека, является термальным (t +70 Сº). На поверхность выбиваются серно-соленый, серно-щелочной (содовый) горький, железистый источники. Минеральные воды курорта по физико-химическим свойствам делятся на: хлоридно-гидрокарбонатные натриевые, сульфатно-гидрокарбонатные натриевые, хлоридно-натриевые и йодо-бромные. В 1717 году лейб-медик при Петре I доктор медицины Г. Шобер впервые описал лечебные свойства горячих источников на Кавказе, в том числе и Михайловских (Серноводских). В 1848 году в станице Михайловской (Серноводской) был открыт казачий военный госпиталь, где ежегодно лечилось 50—80 больных. В 1895 году, благодаря усилиям врача Н. А. Вертепова, здесь открылся лечебный курорт. Сюда «на воды» приезжал Российский император Николай II с семьёй.
На базе источников в период СССР был открыт бальнеологический курорт «Серноводск—Кавказский» на 505 коек, 1970—80 годах в санатории поправляли своё здоровье около 115 000 человек. Во время чеченского конфликта практически все корпуса курорта «Серноводск—Кавказский» были разрушены и он прекратил свое существование. В наши дни в санатории отстроен новый современный корпус, в январе 2014 года курорт снова начал свою работу. Сейчас в нём 144 комфортабельных номера разной категории, сам курорт оснащен новейшим медицинским оборудованием, реализуя современный подход к обслуживанию и лечению.
На территории курорта «Серноводск—Кавказский», расположена беседка «Храм воздуха». По преданиям местных жителей, в годы Кавказской войны сын доктора Вертепова отправляясь в полк, попросил отца похоронить его там, откуда он мог бы видеть горы. Отец воздвигнул небольшую беседку на самом высоком месте в селе, откуда открывается вид на село и окружающие его горы. С внутренней стороны крыши — барельеф с надписью «Ты такъ хотелъ родныя горы посмотрятъ». 2013 году беседка была отреставрирована.
| Серноводская беседка «Храм воздуха» |  | Табличка в беседке «Храм воздуха» |  |  |  | Стела героям Великой Отечественной войны в парке санатория Серноводск-Кавказский в Чечне, июнь 2016 |  |

## Спорт
В районе по состоянию на 1 октября 2019 года (до присоединения Бамутского сельского поселения) функционировало 22 спортивных сооружения: 8 — спортивных залов, 2 — футбольных поля, 5 — мини-футбольных поля, 3 — спортивных площадок «Воркаут», 2 — волейбольные площадки, 2 — спортивных комплекса. Работала 1 детско-юношеская спортивная школа (ГБУ ДО «ДЮСШ Сунженского района»), в ней занималось 880 детей и подростков. Численность систематически занимающихся физической культурой и спортом составляет около 7900 человек, количество штатных работников физической культуры и спорта — 73 человек, в том числе в ДЮСШ — 29 человек, из них тренеров — 16 человек. В октябре 2012 года в Серноводском возведён спортивный комплекс ГБУ ФОК «Сунжа» вместимостью 170 человек и площадью 1548,7 м². В состав комплекса входят универсальный зал для игровых видов спорта, в котором жители города занимаются баскетболом, мини-футболом, волейболом, бадминтоном, гандболом и т. д. Также в спортзале проходят занятия по общефизической подготовке. Также в Серноводском имеется ГБОУ ДОД «Детскоюношеская спортивная школа» вместимостью 30 человек и площадью 640 м² (арендное помещение). В станице Ассиновской имеется новое здание «Учреждения дополнительного образования спортивного профиля» вместимостью 50 человек и площадью 640 м² и один спортивный клуб НКО «Аква-Панкратион Кавказ» (руководитель Х. З. Исмаилов).
В структуре Серноводской районной администрации функционирует свой Отдел по физической культуре и спорту (в 2013 году руководитель И. Б. Мазаев). Отдел принимает участие в муниципальной программе «Комплексные меры по профилактике наркомании и противодействию незаконному обороту наркотиков в Сунженском муниципальном районе на 2019—2020 годы» (в названии программы использован хороним «Сунженский», так как программа была принята 18 декабря 2018 года, до изменения названия района на «Серноводский»). Из бюджета района в 2019 году на физкультуру и спорт было выделено 0,06 % от общей суммы расходов — 0,3 млн рублей. Район активно вовлечёт в спортивную жизнь республики, например, в 2015 году в Серноводском районе прошёл чемпионат ЧР по вольной борьбе на призы Парламента ЧР в честь Главы ЧР Р. А. Кадырова. На 1 октября 2019 года администрация района организовала и провела 33 физкультурных и спортивно-массовых мероприятий, в которых приняли участие 1208 человек, при организации мероприятий администрацией района оказывалась финансовая, материальная помощь и организационная поддержка.

## Карты
- Спец. Карта Европейской России = Спец. Карта Европейской Россіи / Под ред. И. А. Стрельбицкого. — Масштаб: в 1 англ. дюйме 10 вёрст (1:420 000). — Изд. Воен. Топ. Отдела Главного Штаба, 1871. — Оконч. 1871, испр. и печ. 1882, изд. 1883, 1890.

## Пресса. Ссылки
- Багдадян Я. Дмитрий Медведев переименовал Сунженский район в Серноводский : ст. // «Регион онлайн» : Информационное агентство / учред. ООО "АльянсМедиа", гл. ред. Л. Ю. Янкина. — свид. Эл № ФС 77-73134 от 06.07.2018, выдано Роскомнадзором. — Ставрополь, 13.12.2019. — (нач. работы c 2015).
- Бамут возвращается к жизни : ст. // ГАУ «Информационное агентство „Грозный-Информ“» : Гос. ИА / Дир. (гл. ред.): А. А. Гичкаев (до 2019 г. А. Х. Темирханов). — свид. ИА № ТУ 20-00091 от 05.02.2014, выдано Роскомнадзором по ЧР. — Гр., 09.10.2014. — (нач. работы апр. 2002).
- Власти Чечни решились переименовать Сунженский район после соглашения о границе с Ингушетией : ст. // «Кавказский Узел» : интернет-СМИ / учред. ООО «МЕМО» (с 2008), гл. ред. Г. С. Шведов. — свид. Эл № ФС 77-31048 от 25.01.2008, выдано Роскомнадзором. — М., 20.09.2019. — (учрежд. Междунар. обществом «Мемориал» в 2001).
- В республике началась кампания «Урожай-2007» : ст. // ГАУ «Информационное агентство „Грозный-Информ“» : Гос. ИА / Дир. (гл. ред.): А. А. Гичкаев (до 2019 г. А. Х. Темирханов). — свид. ИА № ТУ 20-00091 от 05.02.2014, выдано Роскомнадзором по ЧР. — Гр., 27.06.2007. — (нач. работы апр. 2002).
- В Серноводске открылась новая школа на 600 мест : ст. // ГАУ «Информационное агентство „Грозный-Информ“» : Гос. ИА / Дир. (гл. ред.): А. А. Гичкаев (до 2019 г. А. Х. Темирханов). — свид. ИА № ТУ 20-00091 от 05.02.2014, выдано Роскомнадзором по ЧР. — Гр., 26.12.2019. — (нач. работы апр. 2002).
- В Серноводске пройдет чемпионат республики по вольной борьбе : ст. // ГАУ «Информационное агентство „Грозный-Информ“» : Гос. ИА / Дир. (гл. ред.): А. А. Гичкаев (до 2019 г. А. Х. Темирханов). — свид. ИА № ТУ 20-00091 от 05.02.2014, выдано Роскомнадзором по ЧР. — Гр., 16.02.2015. — (нач. работы апр. 2002).
- В Серноводске состоялось открытие мемориала : ст. // ГАУ «Информационное агентство „Грозный-Информ“» : Гос. ИА / Дир. (гл. ред.): А. А. Гичкаев (до 2019 г. А. Х. Темирханов). — свид. ИА № ТУ 20-00091 от 05.02.2014, выдано Роскомнадзором по ЧР. — Гр., 20.11.2007. — (нач. работы апр. 2002).
- В Чечне до конца 2019 года планируется открыть 14 новых школ : ст. // ГАУ «Информационное агентство „Грозный-Информ“» : Гос. ИА / Дир. (гл. ред.): А. А. Гичкаев (до 2019 г. А. Х. Темирханов). — свид. ИА № ТУ 20-00091 от 05.02.2014, выдано Роскомнадзором по ЧР. — Гр., 01.12.2019. — (нач. работы апр. 2002).
- Второе рождение «Серноводской» : ст. // ГАУ «Информационное агентство „Грозный-Информ“» : Гос. ИА / Дир. (гл. ред.): А. А. Гичкаев (до 2019 г. А. Х. Темирханов). — свид. ИА № ТУ 20-00091 от 05.02.2014, выдано Роскомнадзором по ЧР. — Гр., 19.07.2008. — (нач. работы апр. 2002).
- Депутаты Единой России проводят мониторинг реализации национальных приоритетных проектов на территории Чечни : ст. // ГАУ «Информационное агентство „Грозный-Информ“» : Гос. ИА / Дир. (гл. ред.): А. А. Гичкаев (до 2019 г. А. Х. Темирханов). — свид. ИА № ТУ 20-00091 от 05.02.2014, выдано Роскомнадзором по ЧР. — Гр., 27.09.2019. — (нач. работы апр. 2002).
- Дмитрий Медведев переименовал район в Чечне : ст. // «Обзор» : интернет-СМИ / учред. Г. Н. Киселев, гл. ред. А. Н. Кошик. — свид. Эл № ФС 77-72147 от 29.12.2017, выдано Роскомнадзором. — 13.12.2019.
- Жизнь возвращается в Бамут : ст. // ГАУ «Информационное агентство „Грозный-Информ“» : Гос. ИА / Дир. (гл. ред.): А. А. Гичкаев (до 2019 г. А. Х. Темирханов). — свид. ИА № ТУ 20-00091 от 05.02.2014, выдано Роскомнадзором по ЧР. — Гр., 18.11.2014. — (нач. работы апр. 2002).
- Закон ЧР № 41-РЗ : закон // Парламент ЧР : Офиц. сайт / Пресс-служба:. — (нач. работы 2013). — Гр., 2019. — (полная версия текста в PDF. parlamentchr.ru. Дата обращения: 15 июля 2020.).
- И. Исраилову присвоено звание «Почетный гражданин Сунженского района» : ст. // ГАУ «Информационное агентство „Грозный-Информ“» : Гос. ИА / Дир. (гл. ред.): А. А. Гичкаев (до 2019 г. А. Х. Темирханов). — свид. ИА № ТУ 20-00091 от 05.02.2014, выдано Роскомнадзором по ЧР. — Гр., 11.11.2019. — (нач. работы апр. 2002).
- Инвестиционный паспорт Сунженского района. Архивировано из оригинала 17 сентября 2009 года.
- Ключи от новых домов в восстановленном селе в Чечне получили 30 семей : ст. // РИА «Новости» : российское агентство международной информации. — 03.12.2014. — (со ссылкой на «Instagram» Р. А. Кадырова).
- «Лучший выпускник школ ЧР - 2008 года» из станицы Ассиновской : ст. // ГАУ «Информационное агентство „Грозный-Информ“» : Гос. ИА / Дир. (гл. ред.): А. А. Гичкаев (до 2019 г. А. Х. Темирханов). — свид. ИА № ТУ 20-00091 от 05.02.2014, выдано Роскомнадзором по ЧР. — Гр., 07.07.2008. — (нач. работы апр. 2002).
- Медведев переименовал один из районов Чечни : ст. // «Regnum» : Негос. ИА / Гл. ред. М. А. Колеров. — свид. Эл № ФС 77−55 029 от 14.08.2013 и ИА №ФС77−51 367 от 23.11.2012, выдано Роскомнадзором. — М., 13.12.2019. — (нач. работы 22.07.2002).
- Мурадов М. К. Чечня решила отделиться от Ингушетии : ст. // «Коммерсантъ» : эл. версия газеты «Коммерсантъ» / Гл. ред. сетевого изд. В. Б. Желонкин. — Изд. дом Коммерсантъ, свид. Эл № ФС 77-76922 от 11.10.2019, выдано Роскомнадзором. — М., 10.06.2005. — № 105, С. 4. — (нач. работы эл. версии с 1995).
- Отчёты адм : информ. ст. // Адм-я Сунженского муницип. р-на ЧР : районный сайт / админ.: , info@sunzha-chr.com. — Серноводское, 2020. — (нач. работы 2013).
- Паспорт р-на : информ. ст. // Адм-я Сунженского муницип. р-на ЧР : районный сайт / админ.: , info@sunzha-chr.com. — Серноводское, 2020. — (нач. работы 2013).
- Проверка на крепость : ст. // «Коммерсантъ» : эл. версия газеты «Коммерсантъ» / Гл. ред. сетевого изд. В. Б. Желонкин. — Изд. дом Коммерсантъ, свид. Эл № ФС 77-76922 от 11.10.2019, выдано Роскомнадзором. — М., 11.11.1999. — № 208, С. 1. — (нач. работы эл. версии с 1995).
- Развитием Сунженского района займется специально созданный оперативный штаб : ст. // ГАУ «Информационное агентство „Грозный-Информ“» : Гос. ИА / Дир. (гл. ред.): А. А. Гичкаев (до 2019 г. А. Х. Темирханов). — свид. ИА № ТУ 20-00091 от 05.02.2014, выдано Роскомнадзором по ЧР. — Гр., 17.09.2013. — (нач. работы апр. 2002).
- Серноводский аграрно-технический колледж : Офиц. сайт // Портал профессионального образования ЧР : Инф.-образ. соц. сеть работников и обучающихся учреждений начального и среднего профессионального образования ЧР и платформа для размещения их офиц. сайтов. — 2019.
- Сунженский государственный колледж : Офиц. сайт // Портал профессионального образования ЧР : Инф.-образ. соц. сеть работников и обучающихся учреждений начального и среднего профессионального образования ЧР и платформа для размещения их офиц. сайтов. — 2019.
- Сунженский район Чечни переименуют : ст. // «Обзор» : интернет-СМИ / учред. Г. Н. Киселев, гл. ред. А. Н. Кошик. — свид. Эл № ФС 77-72147 от 29.12.2017, выдано Роскомнадзором. — 20.09.2019.
- Сунженцы за возрождение традиций чеченского народа : ст. // ГАУ «Информационное агентство „Грозный-Информ“» : Гос. ИА / Дир. (гл. ред.): А. А. Гичкаев (до 2019 г. А. Х. Темирханов). — свид. ИА № ТУ 20-00091 от 05.02.2014, выдано Роскомнадзором по ЧР. — Гр., 21.03.2008. — (нач. работы апр. 2002).
- Три спортивных объекта в Чечне вступят в строй уже к концу октября : ст. // РИА «Новости» : российское агентство международной информации. — 12.10.2012. — (со ссылкой на «Instagram» Р. А. Кадырова).
- Хасмагомадова Х. Бамут — непрерывное возрождение как стиль жизни : ст. // ГАУ «ИА „Чеченская Республика Сегодня“» : интернет-СМИ / Дир. (гл. ред.) Ч. Я. Ахмадов (до 2019 г. А. А. Гичкаев). — свид. Эл № ФС77-73095 от 09.06.2018, выдано Роскомнадзором. — Грозный, 30.10.2014.